# Groovin'/Solo solo solo
Groovin' / Solo solo solo è il terzo singolo su 45 giri dei The Juniors, questa volta con Arturo Bo alla voce. Il disco fu pubblicato nel 1967 dalla DKF Folklore. Il lato A del singolo conteneva il rifacimento in lingua italiana del brano statunitense Groovin' della band statunitense The Young Rascals.

## Tracce
Lato A
1. Groovin' (testo: Danpa – musica: Eddie Brigati, Felix Cavaliere)

Lato B
1. Solo solo solo (Franco Bignotto)

## Formazione
- Arturo Bo - voce, chitarra
- Roberto Caprino - basso
- Vittorio Paglierini - batteria
- Nando Bellini - chitarre
- Piero Bellini - voce, organo
- Roberto Milesi - sax